# Петровка (Перекрестовский сельский совет)
Петровка (укр. Петрівка) — село в Затишанской поселковой общине Раздельнянского района Одесской области Украины. До 2020 года входило в состав ликвидированного Захарьевского района.
Население по переписи 2001 года составляло 9 человек. Почтовый индекс — 66720. Телефонный код — 4860. Занимает площадь 0,32 км². Код КОАТУУ — 5125284211.

## Местный совет
66720, Одесская обл., Захарьевский р-н, с. Перекрестово